# Ребцово
Ребцово — деревня в Великоустюгском районе Вологодской области.
Входит в состав Верхнешарденгского сельского поселения, с точки зрения административно-территориального деления — в Верхнешарденгский сельсовет.
Расстояние по автодороге до районного центра Великого Устюга — 49,5 км, до центра муниципального образования Верхней Шарденьги — 3,5 км. Ближайшие населённые пункты — Мурдинская, Слободчиково, Бакшеево, Антипово.